# ポートレイツ・オブ・ボブ・ディラン
『ポートレイツ・オブ・ボブ・ディラン』（Portraits of Bob Dylan）は、イギリスのギタリスト、スティーヴ・ハウが1999年に発表したアルバム。ボブ・ディランの作品を取り上げたトリビュート・アルバムである。

## 背景
ハウ自身は、アルバム『フリーホイーリン・ボブ・ディラン』をリアルタイムで聴いて以来、長年にわたりディランのファンであった。本作の制作は、自分の楽しみとして「ハッティ・キャロルの寂しい死」のカヴァーを録音したことがきっかけで、当初は仰々しいアレンジだったが、ハウはマーティン・シンプソンのコンサートで同曲がカヴァーされていたのを聴いて感銘を受け、それに比べると自分のアレンジは今一つだと考え、スパニッシュ・ギターを中心としたアレンジに変えたという。
P.P.アーノルドがゲスト参加した「ウェル・ウェル・ウェル」は、ディラン側から提供された新曲で、ディランが1985年に作った未完成の曲を原型として、12年後にダニー・オキーフが歌詞を提供し完成に至った曲である。なお、作詞者のオキーフは、2000年のアルバム『Running from the Devil』で同曲を取り上げている。

## 評価
Stewart Masonはオールミュージックにおいて5点満点中2点を付け「ハウ自身は才能豊かで、時に大仰な演奏もするギタリストだが、ディランのシンプルなメロディは、仰々しいギターの練習曲に向いていない」「十分に楽しく、ハウが明らかに敬愛しているヒーローの手真似としては面白いが、ディランとハウのいずれのファンにとっても必聴とは言えない」と評している。また、『CDジャーナル』のミニ・レビューでは「実に伸び伸びとディランの作品をプレイしている。彼の新しい一面を発見」と評されている。

## 収録曲
特記なき楽曲はボブ・ディラン作。
1. ローランドの悲しい目の乙女（英語版） - "Sad Eyed Lady of the Lowlands" - 12:02
2. ママ、ユーヴ・ビーン・オン・マイ・マインド - "Mama, You've Been on My Mind" - 2:36
3. イッツ・オール・オーヴァー・ナウ、ベイビー・ブルー - "It's All Over Now, Baby Blue" - 4:35
4. ゴーイング・ゴーイング・ゴーン - "Going, Going, Gone" - 3:55
5. 女の如く - "Just Like a Woman" - 4:38
6. ウェル・ウェル・ウェル - "Well, Well, Well" (Bob Dylan, Danny O'Keefe) - 4:08
7. ハッティ・キャロルの寂しい死（英語版） - "The Lonesome Death of Hattie Carroll" - 6:11
8. レイ・レディ・レイ - "Lay Lady Lay" - 3:46
9. いつもの朝 - "One Too Many Mornings" - 3:33
10. アイ・ドント・ビリーヴ・ユー - "I Don't Believe You" - 4:18
11. くよくよするなよ - "Don't Think Twice, It's All Right" - 4:04
12. 雨のバケツ（英語版） - "Buckets of Rain" - 3:52

## 参加ミュージシャン
- スティーヴ・ハウ - リード・ボーカル (on #2, #5, #10, #12)、ギター、ベース、キーボード、ピアノ、オルガン、マンドリン、バンジョー、パーカッション、グロッケンシュピール、ウォッシュボード、タンブリン、バッキング・ボーカル
- ジョン・アンダーソン - ボーカル (on #1)
- アニー・ハズラム - ボーカル (on #3)
- マックス・ベーコン - ボーカル (on #4)
- P.P.アーノルド - ボーカル (on #6)
- ディーン・ダイソン - ボーカル (on #7)
- キース・ウェスト - ボーカル (on #8)
- フィービ・スノウ - ボーカル (on #9)
- アラン・クラーク - ボーカル (on #11)
- ジェフ・ダウンズ - キーボード (on #5, #7, #8)
- ディラン・ハウ（英語版） - ドラムス (#7を除く全曲)
- デイヴ・リチャーズ - ドラム・プログラミング (on #4)
- アンナ・パーム - ヴァイオリン (on #7, #11, #12)
- ナタリー・マンサー - チェロ (on #7)